# John Hodiak

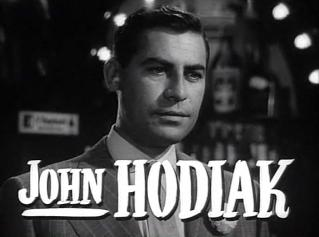
Screenshot von John Hodiak in „A Lady Without Passport“

John Hodiak (* 16. April 1914 in Pittsburgh, Pennsylvania; † 19. Oktober 1955 in Tarzana, Los Angeles, Kalifornien) war ein US-amerikanischer Schauspieler.

## Leben
Hodiak wurde als Sohn von Walter Hodiak und Anna Pogorzelec in Pittsburgh geboren. Er war ukrainisch-polnischer Abstammung. Aufgewachsen ist er in einer polnisch geprägten Vorstadtgemeinde von Detroit in Michigan. Erste Erfahrungen mit dem Schauspielerberuf machte er bei Amateuraufführungen bereits als Kind. Sein erster professioneller Versuch als Radioschauspieler schlug fehl, aufgrund seines slawischen Akzents, den er daraufhin durch Übungen zu verbessern suchte. Nach unterschiedlichen Jobs gelang es ihm schließlich in Chicago beim Radio als Schauspieler Fuß zu fassen. Dort wurde er von einem Talentscout von MGM entdeckt und kam 1942 nach Hollywood. Seine erste kleine Rolle spielte er in A Stranger in Town unter der Regie von Roy Rowland. Alfred Hitchcock entdeckte ihn schließlich und lieh ihn für seinen Film Das Rettungsboot an die 20th Century Fox aus. In diesem Film spielte er 1944 seine erste Hauptrolle an der Seite von Tallulah Bankhead. Von nun an spielte er vor allem Hauptrollen. 1945 in A Bell for Adano an der Seite von Gene Tierney, 1946 in The Harvey Girls an der Seite von Judy Garland.
1946 heiratete John Hodiak die Schauspielerin Anne Baxter, mit der er in Der Sonntagsgast gespielt hatte. 1951 wurde die gemeinsame Tochter Katrina Hodiak geboren. Die Ehe mit Anne Baxter wurde 1953 geschieden. In diesem Jahr gab er sein Broadwaydebüt mit dem Stück The Chase. Die Inszenierung war zwar ein Misserfolg, führte jedoch dazu, dass Hodiak die Rolle des Lieutenant Maryk in der Theateradaption von Herman Wouks Roman Die Caine war ihr Schicksal erhielt. Er spielte diese Rolle zwei Jahre lang. John Hodiak erlitt noch vor Abschluss der Dreharbeiten zu dem Film On the Treshold of Space einen Herzinfarkt, an dem er im Alter von nur 41 Jahren starb.

## Filmografie (Auswahl)
- 1943: A Stranger in Town
- 1943: I Dood It
- 1944: Das Rettungsboot (Lifeboat)
- 1944: Der Sonntagsgast (Sunday Dinner for a Soldier)
- 1945: A Bell for Adano
- 1946: The Harvey Girls
- 1946: Two Smart People
- 1946: Irgendwo in der Nacht (Somewhere in the Night)
- 1947: Desert Fury – Liebe gewinnt (Desert Fury)
- 1948: Dr. Johnsons Heimkehr (Homecoming)
- 1948: Command Decision
- 1949: Kesselschlacht (Battleground)
- 1949: Malaya
- 1949: Geheimaktion Carlotta (The Bribe)
- 1950: Die Letzten von Fort Gamble (Ambush)
- 1950: Ihr Geheimnis (The Miniver Story)
- 1950: A Lady Without Passport
- 1951: Der Mordprozeß O’Hara (The People Against O’Hara)
- 1951: Colorado (Across the Wide Missouri)
- 1952: Schlachtzone Pazifik (Battle Zone)
- 1952: Verkauft und verraten (The Sellout)
- 1953: Auf Kriegspfad (Conquest of Cochise)
- 1954: Kampfstaffel Feuerdrachen (Dragonfly Squadron)
- 1955: Das Komplott (Trial)
- 1956: Testpiloten (On the Threshold of Space)